# Стрижак Олександр Євгенійович
Олександр Євгенійович Стрижак (нар. 19 квітня 1953) — український науковець у галузі інформаційних технологій. Заступник директора з наукової роботи Національного центру «Мала академія наук України», доктор технічних наук, професор

## Життєпис
В 1977 закінчив Київський державний педагогічний інститут, фізико-математичний факультет (сьогодення Національний педагогічний університет ім. М. П. Драгоманова).
Працював в наукових установах Кібернетичного центру НАН України та безпосередньо в Інституті кібернетики ім. В. М. Глушкова, Національному центрі «Мала академія наук України» НАН і МОН України.
Спавпрацює із Українським мовно-інформаційним фондом НАН України, Інститутом кібернетики імені В. М. Глушкова НАН України, Академією фінансового управління
З 2010 року по теперішній час — заступник директора з наукової роботи Національного центру «Мала академія наук України» .

## Науковець
Олександр Стрижак є відомим вченим у галузі інформаційних і лінгвістичних технологій. Основні наукові результати отримав у таких її напрямах: трансдисциплінарність наративних систем та інформаційних процесів, лінгвоінформаційні дослідження когнітивних властивостей великих обсягів неструктурованої (природномовної) інформації, концептографічне моделювання складних процесів інтертекстуальної та інтерконтекстної взаємодії текстів, природномовне оперування мережевими інформаційними ресурсами, мовний статус систем штучного інтелекту.
Коло наукових інтересів О. Є. Стрижака охоплює широкий спектр досліджень у сфері державного управління, освіти, національної безпеки, виробництва, охорони здоров'я, інформаційної політики, моніторингу складних екосистем тощо. Він автор багатьох фундаментальних теоретичних та експериментальних робіт щодо виявлення структурних зв'язків між змінними або елементами складних систем, що досліджуються; визначення онтологічних, таксономічних, рекурсивних та рефлексивних закономірностей і властивостей контекстної взаємозалежності інформаційних процесів та ресурсів. Ці результати ґрунтуються на створених їм сучасних методах та засобах трансдисциплінарних досліджень, перетворень та представлень інформаційних процесів та ресурсів великих обсягів у системи когнітивного управління знаннями за різними предметними профілями, забезпечення процесів оцінювання ефективності складних систем та підтримки прийняття рішень на основі обробки розподіленої неструктурованої інформації.
Коло наукових інтересів О. Є. Стрижака охоплює широкий спектр досліджень у сфері мовно-інформаційної політики, освіти, національної безпеки, виробництва, охорони здоров'я, державного управління, моніторингу складних екосистем тощо. Він автор багатьох фундаментальних, теоретичних та експериментальних робіт щодо виявлення структурних зв'язків між змінними або елементами складних наративних систем, що досліджуються; визначення онтологічних, таксономічних, рекурсивних та рефлексивних закономірностей і властивостей контекстної взаємозалежності інформаційних процесів та ресурсів, які відображаються різними природними мовами. О. Є. Стрижаком уперше у світі визначено цифрові формати наративного дискурсу та дискурсивної невизначеності, на засадах яких оптимізуються процеси пошуку релевантної інформації, реалізуються когнітивні процеси лінгво-семантичного  і концептографічного аналізу та визначаються семантичні протоколи консолідованої взаємодії.
Стрижаком О. Є. створено нову методологію трансдисциплінарного дослідження та інтеграції інформаційних ресурсів з різних галузей знань для вирішення складних прикладних задач зі значною кількістю міждисциплінарних відношень та створених на основі використання різних інформаційних технологій і стандартів. Запропонована Олександром Стрижаком трансдисциплінарна онтологія задачі вибору лежить в основі цифрового формату наративного дискурсу щодо проведення лінгвоінформаційних досліджень складних мережевих наративних систем, які мають міждисциплінарний характер. Під науковим керівництвом О. Є. Стрижака розроблено засоби предикативного представлення рекурсивної редукції, що дозволяє здійснювати структуризацію природномовних текстів та формування на їх основі онтологічних інтерактивних документів, які забезпечують процеси підтримки прийняття рішень.
Ці результати ґрунтуються на створених їм сучасних методах та засобах трансдисциплінарних та лінгвоінформаційних досліджень, перетворень та представлень мережевих інформаційних процесів та ресурсів у системи когнітивного управління знаннями за різними предметними профілями, забезпечення процесів аналізу складності наративних систем та підтримки прийняття рішень на основі обробки розподіленої неструктурованої інформації, які відображається природною мовою.
Він є ініціатором та науковим керівником робіт з формування Єдиного інформаційно-освітнього простору навчальних закладів України (https://polyhedron.stemua.science/ [Архівовано 19 травня 2021 у Wayback Machine.])та його подальшого інтегрування у європейський; Загальнодержавної мережевої інформаційно-аналітичної системи оцінювання досягнень учнів (https://intellect.stemua.science/ [Архівовано 19 травня 2021 у Wayback Machine.]), що забезпечує процеси вивчення і підтримки інтелектуального розвитку учнівства в Україні; Кластеру трансферу знань в освіту, національну безпеку та інші важливі соціально-економічні та господарські галузі.
Стрижаком О. Є. створено нову методологію трансдисциплінарного дослідження та інтеграції інформаційних ресурсів з різних галузей знань для вирішення складних прикладних задач зі значною кількістю міждисциплінарних відношень та створених на основі використання різних інформаційних технологій і стандартів. Запропонована О. Є. Стрижаком трансдисциплінарна онтологія задачі вибору дозволяє визначати структуру довільної складної політематичної прикладної задачі, що має міждисциплінарний характер. Під науковим керівництвом О. Є. Стрижака розроблено засоби предикативного представлення рекурсивної редукції, що дозволяє здійснювати структуризацію природномовних текстів та формування на їх основі онтологічних інтерактивних документів, які забезпечують процеси вирішення складних задач системного аналізу та підтримки прийняття рішень.
Стрижаком О. Є. визначені базові положення теорії трансдисциплінарного представлення та перетворення неструктурованих інформаційних ресурсів та наративних систем. На основі цих положень, зокрема, створено науково-освітній портал «Тарас Шевченко», що забезпечує різноманітні за профілями системні дослідження життєдіяльності Великого Кобзаря. Виконаний проект має важливе культурно-освітнє й соціально-політичне значення для України і світової культури.
На цих же науково-технічних засадах було створено трансдисциплінарний кластер знань про коронавірусну інфекцію. Кластер забезпечує всеосяжне відображення отриманих на сьогодні наукових та науково-практичних результатів щодо COVID-19, які накопичуються у мережевих базах знань Євросоюзу (https://covid19tdm.stemua.science/ [Архівовано 19 травня 2021 у Wayback Machine.] .) Перелік систем знань може бути досить оперативно розширений й включати результати, що отримають фахівці з різних країн світу. Фактично кластер забезпечує взаємообмін науковими і практичними результатами між фахівцями і експертами-аналітиками, які можуть бути викладені  різними мовами, але мати семантичні перетини. Сервісами кластеру вже користуються фахівці наукових і медичних установ України, країн Євросоюзу та членів НАТО, й також Африканського та Азійського регіонів.

## Відзнаки
- Лауреат Державної премії України в галузі освіти (2017) — в номінації «Дошкільна і позашкільна освіта», за наукову роботу "Науково-освітній Інтернет-портал «Тарас Григорович Шевченко», http://www.kobzar.ua [Архівовано 24 березня 2022 у Wayback Machine.]
- Відмінник освіти
- Заслужений діяч науки і техніки України (2021)
- Відзнака Ради національної безпеки і оборони України ІІІ ступеня (2022)

## Наукові публікації
Має більш 260 опублікованих наукових праць. Серед них такі праці:
1. Nadutenko M., Prykhodniuk V., Shyrokov V., Stryzhak O. (2022) Ontology-Driven Lexicographic Systems. In: Arai K. (eds) Advances in Information and Communication. FICC 2022. Lecture Notes in Networks and Systems, vol 438. pp. 204-215. Springer, Cham. https://doi.org/10.1007/978-3-030-98012-2_16
2. Stryzhak O. Cognitive digital platforms of scientific education / O. Stryzhak, S. Dovgyi, V. Demianenko, M. Popova, O. Gayevska // Interdisciplinary Studies of Complex Systems No. 19 (2021). – p. 35–47. DOI: https://doi.org/10.31392/iscs.2021.19.035
3. Мінцер О.П., Попова М.А., Приходнюк В.В., Стрижак О.Є.  Онтологія в системній біомедицині. Монографія // К.: ТОВ «КАЛЕНДАР ТМ», 2021. – 300 с.
4. Трансдисциплінарна інтелектуальна інформаційно-аналітична система супроводження процесів реабілітації при пандемії: колект.монографія / Палагін О.В., Величко В.Ю., Стрижак О.Є. [та ін.]; за ред. Палагіна О.В. // Ін-т кібернетики ім. В.М. Глушкова НАН України, Нац. фонд дослідж. України. – Київ: Просвіта, 2021. – 348 с. DOI1054521/ibs34
5. Stryzhak O., Dovgyi S., Popova M., Chepkov R. (2021) Transdisciplinary Principles of Narrative Discourse as a Basis for the Use of Big Data Communicative Properties. In: Arai K. (eds) Advances in Information and Communication. FICC 2021. Advances in Intelligent Systems and Computing, vol 1364. Springer, Cham. https://doi.org/10.1007/978-3-030-73103-8_17
6. Oleksandr Stryzhak et al. Decision-making System Based on The Ontology of The Choice Problem (2021) // J. Phys.: Conf. Ser. 1828 012007. doi:10.1088/1742-6596/1828/1/012007
7. M. Popova, O. Stryzhak, O. Mintser and R. Novogrudska, "Medical Transdisciplinary Cluster Development for Multivariable COVID-19 Epidemiological Situation Modeling, " in 2020 IEEE International Conference on Bioinformatics and Biomedicine (BIBM), Seoul, Korea (South), 2020 pp. 1662—1667. doi: 10.1109/BIBM49941.2020.9313204
8. Stryzhak O., Prychodniuk V., Podlipaiev V. (2019) Model of Transdisciplinary Representation of GEOspatial Information. In: Ilchenko M., Uryvsky L., Globa L. (eds) Advances in Information and Communication Technologies. UKRMICO 2018. Lecture Notes in Electrical Engineering, vol 560. Springer, Cham. https://doi.org/10.1007/978-3-030-16770-7_3
9. Dovgyi S., Stryzhak O. (2020) Transdisciplinary Fundamentals of Information-Analytical Activity. In: Ilchenko M., Uryvsky L., Globa L. (eds) Advances in Information and Communication Technology and Systems. MCT 2019. Lecture Notes in Networks and Systems, vol 152. Springer, Cham. https://doi.org/10.1007/978-3-030-58359-0_7
10. O. Stryzhak Increasingweb services discovery relevancy in the multi-ontological environment / L. Globa, M. Kovalskyi, O. Stryzhak // The series «Advances in Intelligent and Soft Computing» (AISC), Springer, 2015. — рр. 335—344
11. Стрижак А. Е. Построение таксономии документов для формирования иерархических слоев в геоинформационных системах [Текст] / Виталий Величко, Виталий Приходнюк, Александр Стрижак, Крассимир Марков, Крассимира Иванова, Стефан Карастанев // International Journal «Information Content and Processing», 2015. — Volume 2. — Number 2. — p.181-199.
12. Онтологічний кабінет дослідження життя та творчості Тараса Шевченка в середовищі науково-освітнього порталу KOBZAR.UA: Монографія / С. О. Довгий, О. Є. Стрижак, Т. І. Андрущенко, С. А. Гальченко, Л. С. Глоба, та інші. — К. : Інститут обдарованої дитини, 2016—175 с.
13. Стрижак О. Є. Онтологічний підручник — парадигма формування інтерактивної системи знань у навчальному процесі / О. Є.  Стрижак // Науково-методичний журнал Комп'ютер у школі та сім'ї. — 2016. — № 7 (135). — с. 7-16.
14. Стрижак О. Є.  Застосування онтології задачі раціонального вибору при виявленні акцентуацій характеру підлітків  / В. Ю. Величко, А. Є. Володченко, О. Є. Стрижак // Освіта та розвиток обдарованої особистості: Щомісячний науково-методичний журнал № 5(48). — К. : Інститут обдарованої дитини, 2016.- с. 41–50.
15. Стрижак О. Трансдисциплінарний характер операціональності розвитку обдарованості учнівської молоді / А.Володченко, О. Стрижак, Г. Храпач // Навчання і виховання обдарованої дитини: теорія та практика: збірник наукових праць. Випуск 16. — Київ: Інститут обдарованої дитини, 2016. — с. 100—110.
16. Стрижак О. Є. Онтологічні інтерактивні системи знань — парадигма розвитку мобільної медицини [Текст]:/ О. Є. Стрижак, О. П. Мінцер, Л. Ю. Бабінцева // Медична інформатика та інженерія (науково-практичний журнал). — 2016, № 3 (35) — с.28–43.
17. О. Є. Стрижак ТОДОС — IT-платформа формування трансдисциплінарних інформаційних середовищ / В. Ю. Величко, М. А. Попова, В. В. Приходнюк, О. Є. Стрижак. — Системи озброєння і військова техніка, 2017. — № 1(49). — с. 10-19.
18. О. Є. Стрижак Множинні характеристики онтологічних систем / В. В. Приходнюк, О. Є. Стрижак // Математичне моделювання в економіці: 3бірник наукових праць / редкол. : С. О. Довгий (голов. ред.) [та ін.]. — К. : НАН України Інститут телекомунікацій і глобального інформаційного простору, Інститут економіки та прогнозування, Інститут кібернетики ім. В. М. Глушкова, 2017. — Вип. 8. — с. 47-61.
19. Реєстр архівних документів, пов'язаних з життям, творчістю та вшануванням пам'яті Тараса Григоровича Шевченка: Монографія / С. О. Довгий, М. А. Попова, В. В. Приходнюк, О. Є. Стрижак, В. А. Яцухно. — К. : Центр розвитку особистості «УНІКУМ», 2017—250 с.
20. Stryzhak O., Prychodniuk V., Podlipaiev V. (2019) Model of Transdisciplinary Representation of GEOspatial Information. // In: Ilchenko M., Uryvsky L., Globa L. (eds) Advances in Information and Communication Technologies. UKRMICO 2019. Lecture Notes in Electrical Engineering, vol 560. Springer, Cham. — pp. 34-75.
21. Трансдисциплінарні когнітивні засоби підтримки наукових досліджень життєдіяльності Тараса Григоровича Шевченка: Монографія / / С. О. Довгий, К. В. Ляшук, М. А. Попова, В. В. Приходнюк, О. Є. Стрижак. — К. :Видавництво «Педагогічна думка», 2018. — 180 с
22. Стрижак О. Є., Сліпухіна І. А., Поліхун Н. І., Чернецький І. С. STEM-освіта: основні дефініції. / Стрижак О. Є., Сліпухіна І. А., Поліхун Н. І., Чернецький І. С. // Інформаційні технології і засоби навчання. 2017. Т. 62. № 6. С. 16-33.
23. Інформаційно-навчальні ресурси. Капсули знань: колективна монографія. / за ред. С. О. Довгого, О. Є. Стрижака // К., Інститут обдарованої дитини НАПН України, 2019. — 162 с. ISBN 978-617-7734-19-1